# Arata (manga)
Pour les articles homonymes, voir Arata.
Arata (アラタカンガタリ 〜革神語〜, Arata kangatari) est un shōnen manga écrit et dessiné par Yū Watase. Il est prépublié depuis octobre 2008 dans le magazine Weekly Shōnen Sunday de l'éditeur Shōgakukan et compte vingt-quatre tomes en Janvier 2018. La version française est publiée par Kurokawa depuis septembre 2010.
Une adaptation en série télévisée d'animation produite par Satelight est diffusée entre avril et juillet 2013 sur TV Tokyo au Japon.

## Synopsis
Dans le monde lointain d'Awakamuni, le temps est venu de procéder au couronnement d’une nouvelle princesse, qui a lieu une fois tous les 30 ans. Durant la cérémonie, cette dernière, la princesse Kikuri, est assassinée et le jeune Arata est injustement accusé du meurtre. Traqué par les chevaliers de la garde, il se réfugie dans une forêt abritant un passage sacré vers une autre dimension. Au même moment, dans le Japon moderne, un jeune lycéen lui aussi nommé Arata est à son tour propulsé dans le monde d'Awakamuni. Les deux Arata vont ainsi se retrouver incarnés dans le corps de l’autre…C’est le début d’une aventure qui deviendra légende !

## Personnages
Arata Hinohara (日ノ原 革, Hinohara Arata)
Voix japonaise : Nobuhiko Okamoto
Arata Hinohara est l'un des personnages principaux de l'histoire, avec Arata. À l'origine, il était un adolescent ordinaire et la cible des brimades de son lycée. Il va se retrouver dans le monde d'Awakamuni après avoir accidentellement échangé sa place avec Arata.
Arata (アラタ, Arata)
Voix japonaise : Yoshitsugu Matsuoka
Arata est l'un des personnages principaux de l'histoire et un membre de la tribu des Himés. Le jour de sa naissance, sa grand-mère Makari a fait croire au gouvernement que c'était une fille, il se voit donc forcé de présenter pour la succession de la princesse. Mais lors de la cérémonie, la princesse actuelle, Kikuri, se fait assassiner par Kannagi, un des douze fourreaux divins, sous les yeux impuissants d'Arata. Accusé à tort, Arata fuit pour échapper aux gardes et s'enfonce dans la forêt de Kando. Il se retrouve alors dans le Japon moderne et échange sa place avec Arata Hinohara, qui se retrouvent incarnés dans le corps de l'autre.
Kotoha (コトハ, Kotoha)
Voix japonaise : Ayahi Takagaki
Kotoha est le personnage féminin principal de l'histoire et une Unémé au service d'Arata. Comme toutes les Unémés, elle a le pouvoir de guérir les blessures. Après l'échange des deux Arata, elle ne se rend pas compte que le Arata qu'elle connait a été remplacé par Arata Hinohara et elle décide de l'aider dans sa quête. Mais ce dernier lui révélera la vérité un peu plus tard. Malgré tout, elle continue d'aider le nouveau Arata. À l'origine amoureuse d'Arata, elle développera des sentiments pour Arata Hinohara.
Masato Kadowaki (門脇 将人, Kadowaki Masato)
Voix japonaise : Ryōhei Kimura
Kadowaki est l'un des antagonistes principaux de l'histoire. À l'origine, il était dans le même lycée qu'Arata et passait son temps à le persécuter avec toute la haine et la violence qu'il a en lui. Tout comme Arata, il échangera sa place avec Haruwana, l'un des douze fourreaux divins, et se retrouvera dans le monde d'Awakamuni. Il deviendra par la suite le fourreau de l'Hayagami Orochi, une épée démoniaque. Son seul et unique but est de vaincre Arata Hinohara et de pouvoir l'asservir.
Kannagi (カンナギ, Kannagi)
Voix japonaise : Yuki Ono
Kannagi est l'un des douze fourreaux divins et le fourreau de Homura, l'Hayagami du feu. Il a participé à l'assassinat de la princesse Kikuri et accusera Arata. Mais comme ce dernier a échangé sa place avec Arata Hinohara, c'est ce dernier qui se retrouve poursuit par Kannagi. Finalement, Kannagi rejoindra le groupe d'Arata Hinohara assez tôt dans l'histoire et son rôle devient plus important.
Mikusa (ミクサ, Mikusa)
Mikusa est l'un des personnages féminins principaux de l'histoire avec Kotoha. Adoptée par la tribu des Himés, elle était élevée comme un garçon (car toutes les filles de la tribu Himé sont tuées). À l'origine, elle voulait tuer Arata Hinohara pour venger la princesse, mais elle l'accompagnera finalement dans sa quête. On apprend plus tard qu'elle vient du même monde qu'Arata Hinohara (le Japon moderne) et qu'elle a échangé sa place avec Imina Oribe quand elles étaient bébés. Tout comme Kotoha, elle développe des sentiments pour Arata Hinohara.
Imina Oribe (織部 実名, Oribe Imina)
Oribe est une lycéenne ordinaire du Japon moderne. Après l'échange des deux Arata, elle devient amie avec Arata et est la seule qui peut le voir sous sa véritable apparence alors que tout le monde le voit sous l'apparence d'Arata Hinohara. Après l'échange entre Kadowaki et Haruwana, elle se retrouva traquée par ce dernier. En effet, Oribe se révèlera être une fille de la tribu Himé qui a elle aussi échangé sa place lorsqu'elle était bébé. En tant que fille de la tribu Himé, Oribe doit retourner à Awakamuni avec Arata afin de succéder à Kikuri, la princesse actuelle. On apprend plus tard qu'elle a échangé sa place avec Mikusa, la fille qui accompagne Arata Hinohara.
Yataka (八鷹, Yataka)
Yataka est l'un des douze fourreaux divins et le fourreau de Zeku, l'Hayagami du vent. Il est secrètement amoureux de la princesse Kikuri et souhaite la faire assassiner par Kannagi à cause d'un chagrin d'amour entre lui et la princesse. Il prendra la même décision que Kannagi et accompagnera Arata Hinohara dans son aventure. Il est maniaque de la propreté et ne supporte pas être sale. Comme Kannagi il ne souhaite pas se faire asservir par Arata Hinohara ni l'asservir(à priori) il décide donc de mettre ses services à la disposition d'Arata Hinohara.

## Manga
Le premier chapitre d'Arata est publié le 1er octobre 2008 dans le magazine Weekly Shōnen Sunday. Il s'agit du premier shōnen manga écrit et dessiné par Yū Watase. Le premier volume relié est publié par Shōgakukan le 16 janvier 2009. Vingt-quatre tomes sont publiés au 18 septembre 2015. La série connait une période de hiatus entre février 2014 et juillet 2015,. La version française est publiée par Kurokawa depuis septembre 2010.

## Anime
L'adaptation en anime est annoncée en décembre 2012 dans le magazine Weekly Shōnen Sunday. Celle-ci est produite au sein du studio Satelight avec une réalisation de Kenji Yasuda et Woo Hyun Park, et des compositions de Kow Otani. La série est diffusée initialement du 9 avril au 1er juillet 2013 sur TV Tokyo.